# Esther-Claire Sasabone
Esther-Clair Sasabone (Vlaardingen, 1970) is een Nederlandse radio- en theatermaker.
Sasabone werkte voor de lokale omroep Utrecht FM. Ze verzorgde hier redactioneel werk, maar presenteerde ook haar eigen radioprogramma. Daarna werkte ze voor de RVU waarvoor ze het radioprogramma Halte 747 AM presenteerde en  presenteerde ze voor de NMO het programma WATNOU..!? op Radio 5 (2003-2008). Vanaf 2006 ging zij zelfstandig werken als presentator, debatleidster, gastvrouw. Sinds augustus 2008 werkte ze bij het programma Dichtbij Nederland van de NPS. In januari 2008 ontwikkelde ze de theatershow Pulang, over 'verlangen en thuiskomen'.
Esther-Clair is nierpatiënt. In die hoedanigheid deed ze mee aan het televisieprogramma De Grote Donorshow, uitgezonden door BNN op 1 juni 2007. Sasabone zat in het 'complot' van dit eenmalige programma.

## Trivia
Sasabone is de zus van Kim Sasabone, zangeres van de Vengaboys.